# San Andrés Villa Seca
San Andrés Villa Seca är en kommunhuvudort i Guatemala.   Den ligger i departementet Departamento de Retalhuleu, i den sydvästra delen av landet, 120 km väster om huvudstaden Guatemala City. San Andrés Villa Seca ligger 422 meter över havet och antalet invånare är 5 102.
Terrängen runt San Andrés Villa Seca är platt åt sydväst, men åt nordost är den kuperad. Runt San Andrés Villa Seca är det ganska tätbefolkat, med 160 invånare per kvadratkilometer. Närmaste större samhälle är Mazatenango, 9,3 km öster om San Andrés Villa Seca. I omgivningarna runt San Andrés Villa Seca växer huvudsakligen savannskog.